# Dylan Casey
Dylan Casey (Berkeley, 13 april 1970) is een voormalig Amerikaans wielrenner.

## Belangrijkste overwinningen
2000
- 6e etappe deel A Vierdaagse van Duinkerken
- 4e etappe Ronde van Luxemburg

2002
- Amerikaans kampioen individuele tijdrit op de weg, Elite

## Resultaten in voornaamste wedstrijden
| Jaar | Ronde van Italië | Ronde van Frankrijk | Ronde van Spanje |
| ---- | ---------------- | ------------------- | ---------------- |
| 1999 |                  |                     | opgave           |
| 2002 |                  |                     |                  |

| Jaar |  | WK op de weg |
| ---- |  | ------------ |
| 1999 |  |              |
| 2002 |  | 121e         |